# قره‌آقات‌لی
قره‌آقات‌ (به لاتین: Qarağatlı) یک منطقه مسکونی در جمهوری آذربایجان است که در شهرستان تووز واقع شده است. قره‌آقات‌لی ۸۹ نفر جمعیت دارد.